# Зґожала
Зґожала (пол. Zgorzała) — село в Польщі, у гміні Лешноволя Пясечинського повіту Мазовецького воєводства.
Населення — 571 особа (2011).
У 1975-1998 роках село належало до Варшавського воєводства.

## Демографія
Демографічна структура станом на 31 березня 2011 року:
|          | Загалом | Допрацездатний вік | Працездатний вік | Постпрацездатний вік |
| -------- | ------- | ------------------ | ---------------- | -------------------- |
| Чоловіки | 280     | 88                 | 180              | 12                   |
| Жінки    | 291     | 85                 | 180              | 26                   |
| Разом    | 571     | 173                | 360              | 38                   |